# Karibiska språk

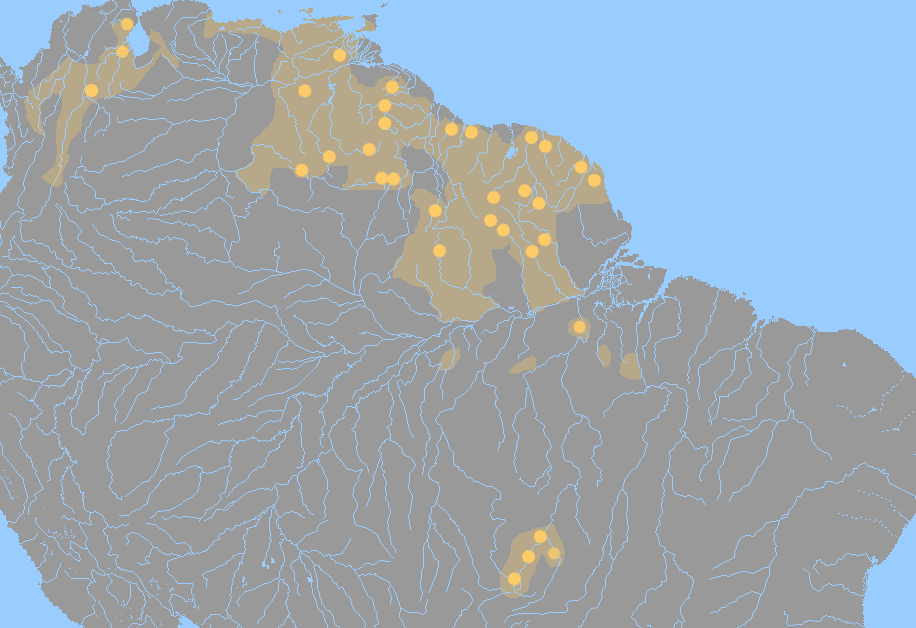
Karibiska språkens utbredning

Karibiska språk är en språkfamilj som placerar sig i norra delar Sydamerika; nord från Amazon och i Guyanas högland.
Språkfamiljen delas i åtta undergrupper och antal individuella språk:
- Apalaí
- Guyanaska språk
- Kuikoroaska språk
- Opón-yukpa-språk
- Parukotospråk
- Pekodianska språk
- Venezolansk-karibiska språk
- Yawaperispråk